# 21 Savage
Shéyaa Bin Abraham-Joseph (sinh ngày 22/10/1992, nghệ danh: 21 Savage) là rapper, nghệ sĩ sáng tác và thu âm nhạc gốc Anh Quốc. Anh hoạt động nghệ thuật ở Atlanta, Georgia. 21 Savage được biết đến lần đầu ở Atlanta qua mixtape The Slaughter Tape năm 2015, sau đó anh nổi tiếng rộng rãi với EP Savage Mode (2016, hợp tác với nhà sản xuất Metro Boomin).

## Giải thưởng và đề cử
| Năm  | Giải thưởng            | Hạng mục                   | Đối tượng đề cử               | Kết quả   |
| ---- | ---------------------- | -------------------------- | ----------------------------- | --------- |
| 2017 | Giải BET               | Best New Artist            | (Chính mình)                  | Đề cử     |
| 2017 | Giải Streamy           | Breakthrough Artist        | (Chính mình)                  | Đề cử     |
| 2018 | Giải iHeartRadio Music | Best New Hip-Hop Artist    | (Chính mình)                  | Đề cử     |
| 2018 | Giải iHeartRadio Music | Hip-Hop Song of the Year   | "Rockstar" (với Post Malone)  | Đề cử     |
| 2018 | Giải Billboard Music   | Top New Artist             | (Chính mình)                  | Đề cử     |
| 2018 | Giải Billboard Music   | Top Hot 100 Song           | "Rockstar" (với Post Malone)  | Đề cử     |
| 2018 | Giải Billboard Music   | Top Streaming Song (Audio) | "Rockstar" (với Post Malone)  | Đề cử     |
| 2018 | Giải Billboard Music   | Top Collaboration          | "Rockstar" (với Post Malone)  | Đề cử     |
| 2018 | Giải Billboard Music   | Top Rap Song               | "Rockstar" (với Post Malone)  | Đoạt giải |
| 2018 | Giải thưởng Âm nhạc Mỹ | Favorite Rap/Hip-Hop Song  | "Rockstar" (với Post Malone)  | Đề cử     |
| 2018 | Giải thưởng Âm nhạc Mỹ | Collaboration of the Year  | "Rockstar" (với Post Malone)  | Đề cử     |
| 2018 | Giải MTV Europe Music  | Best Song                  | "Rockstar" (với Post Malone)  | Đề cử     |
| 2018 | Giải MTV Video Music   | Song of the Year           | "Rockstar" (với Post Malone)  | Đoạt giải |
| 2018 | Giải MTV Video Music   | Best Hip-Hop Video         | "Bartier Cardi" (với Cardi B) | Đề cử     |
| 2018 | Giải BET               | Best Collaboration         | "Bartier Cardi" (với Cardi B) | Đề cử     |
| 2018 | Giải BET Hip Hop       | Best Featured Verse        | "Bartier Cardi" (với Cardi B) | Đề cử     |
| 2018 | Giải BET Hip Hop       | Best Collabo, Duo or Group | "Ric Flair Drip"              | Đề cử     |
| 2019 | Giải Grammy            | Record of the Year         | "Rockstar" (với Post Malone)  | Đề cử     |
| 2019 | Giải Grammy            | Best Rap/Sung Performance  | "Rockstar" (với Post Malone)  | Đề cử     |